# Łężce (województwo dolnośląskie)
Łężce (niem. Langen) – wieś w Polsce położona w województwie dolnośląskim, w powiecie polkowickim, w gminie Przemków.

## Charakterystyka
Wieś położona jest wzdłuż rowu o nazwie "Kanał Młot". Zabudowa w większości poniemiecka (32 gospodarstwa na 33 istniejące). Wieś zamieszkana głównie przez Łemków wysiedlonych w ramach akcji "Wisła" - tylko 7 rodzin to przybysze z okolic Lwowa. Wieś wyposażona jest w wodociąg bez kanalizacji. We wsi znajduje się mały sklepik, brak przemysłu i drobnych zakładów. Większość mieszkańców utrzymuje się z pracy poza rolnictwem. W roku 2006 wyłącznie z uprawy roli utrzymywała się tylko jedna rodzina.

## Demografia
Według Narodowego Spisu Powszechnego (III 2011 r.) liczyły 128 mieszkańców. Są najmniejszą miejscowością gminy Przemków.

## Podział administracyjny
W latach 1975–1998 miejscowość administracyjnie należała do województwa legnickiego.